# Paul Termos
Paul Termos  (* 15. Januar 1952 in Hilversum; † 20. Mai 2003)  war ein  niederländischer Komponist und Altsaxophonist auf dem Gebiet der zeitgenössischen Musik und des freien Jazz. 

## Leben und Wirken
Paul Termos studierte Anfang der 1970er Jahre Komposition bei Ton de Leeuw am Amsterdamer Sweelinck Konservatorium. In dieser Zeit beschäftigte er sich mit improvisierter Musik zunächst auf der Gitarre und der Klarinette, wechselte dann aber ein paar Jahre später zum Altsaxophon. Seit Anfang der 1980er Jahre  gehörte Termos zur Amsterdamer Improvisations-Szene und spielte mit dem I.C.P. Orchestra (Herbie Nichols/Thelonious Monk-Projekt) sowie mit Guus Janssen (Pok, 1988/89), Maarten Altena, im Trio mit Raoul van der Weide und mit dem Saxophonsextett De Zes Winden; von 1985 an gab er auch Solo-Konzerte und nahm ein erstes Soloalbum auf (Claxon 86.17).
Im Jahr 1988 formierte er eine zehnköpfige Band, das Termos Tentet, dem u. a. Ernst Glerum, Michael Vatcher, Wolter Wierbos und Peter van Bergen angehörten, und mit dem er das Album Shakes and Sounds aufnahm. Dieser Formation folgte das neunköpfige Ensemble namens Termos Dubble Express, dem auch zwei Sopranstimmen angehörten. 1995 spielte er im Ensemble des Kornettisten Eric Boeren (Cross Breeding). Ende der 1990er Jahre kehrte Termos zur freien Improvisation zurück und spielte im Duo mit Wiek Hijmans bzw. Misha Mengelberg. Kurz vor seinem Tode entstanden die Alben Paul Termos Sessions Vol. 1 & 2, die die beiden Duette dokumentieren.
Als  Komponist schrieb Paul Termos Musik für Künstler und Ensembles wie Frances-Marie Uitti, Guus Janssen, das Mondraan Kwartet, Maarten Altena Ensemble, das Dutch Woodwind Ensemble und das Orkest De Volharding. Daneben betätigte er sich auch als Lehrer, einer seiner Schüler war der Saxophonist Bart van der Putten. 
Die Kritiker Richard Cook und Brian Morton verweisen darauf, dass Termos zwar hauptsächlich im Bereich der Neuen Musik gearbeitet habe, jedoch auch einige kraftvolle Stücke im Idiom des Post-Bop auf Alben aufgenommen habe; sie verweisen dabei auf frühere Alben wie Death Dance of Principles (1992) und Termos Works (1999) sowie die Duo-Sessions kurz vor seinem Tod.
Zu Ehren des Musikers fand 2008 ein Paul Termos Festival statt, an dem Künstler wie Ab Baars, Gijs Levelt, Ig Henneman, Gijsbrecht Royé, Ned McGowan, Guus Janssen, Michiel Scheen, Eric Boeren, Wiek Hijmans, Guus Janssen, Raoul van der Weide, Wim Janssen, Michael Moore, Wolter Wierbos und Ernst Glerum auftraten.

## Werke
- Oktavenlied (1975)
- Hop Hop in galop (1975) für Piccolo, zwei Flöten und Klarinette
- Semantic hedonism (1976) für 3 Klarinetten
- Nieuw werk (1976) für Bassklarinette und Piano
- To Ben Hur (1977) für zwei Pianos
- Backyard desert (1979) für Oboe, Viola, Altsaxophon und Kontrabass
- Buste (1980) für zwei Bassklarinetten
- Two portraits (1981) für Oboe, Viola, Altsaxophon und Kontrabass
- Maecenas (1981) für Oboe, Altsaxophon, Posaune und Kontrabass
- Bedankt Maecenas! (1982) für Violine, Mandoline, Gitarre, Perkussion, Bassklarinette und Kontrabass
- Monks measure (1983) für Oboe, Posaune, Altsaxophon und Kontrabass
- Talisman (1984) für Oboe, Altsaxophon, Tenorsaxophon, Trompete, Posaune, Violine, Piano und Kontrabass
- Rondedans (1984) für Oboe, Altsaxophon, Posaune und Kontrabass
- Expres(s) (1984, rev. 1995) für Flöte (auch fürPiccolo), Oboe (auch für English horn), Klarinette (auch für Es-Klarinette), Fagott, Waldhorn, Violine, Viola, Cello, Kontrabass und Piano
- Carrara (1985) für Piano
- For Sandy Nelson (1985) für Altsaxophon, Piano und Perkussion
- Friends and Neighbours (1986) für Piano
- Strijkkwartet I [Streichquartett I] (1987, rev. 1991)
- M.M. (1988) für vier Perkussionisten
- Echos and shadows (1989) für zwei Bassklarinetten, Trompete, Posaune, Violine, Piano, Kontrabass und Percussion
- Vuoto ossesso [Bezeten leegte] (1989) für Sopran-Flöte (oder Piccolo)
- 1991 (1991)für Tenorsaxophon, Piano und Perkussionist
- Roma (1992) für Violoncello
- Groundwork (1993, rev. 1996) für zwei Trompeten, Waldhorn, Posaune und Tuba
- Eine kleine Dekonstruktion (1993) für Streichquartett und Bläserquintett
- KK (1995) für Perkussion solo
- Nonet (1997) für zwei Oboen, zwei Klarinetten, zwei Waldhörner, zwei Fagotte und Kontrabass
- Blues for Marcel W. (1997) für Piano
- Datum (1997) für Flötenquartett
- Volg nu (1993, rev. 2003) für Flöte (Piccolo), Bassklarinette, Piano und live electronics
- Spazio (1998) (In: Images) für Flöte solo
- The art of hunger (1998) für Altsaxophon, Spinett und Perkussion
- 8 pieces for different instrumentation (1997–1998) für 4 bis 8 Jazzmusiker
- Incalzando (1999) (In: 24 capriccio's voor viool solo) für Violine
- Serà (1999) für Violine, Sopransaxophon, Harfe, Piano und Perkussion
- Review (2000) für Violine, Bassklarinette (auch Tenorsaxophon), Posaune, Piano, E-Gitarre, Kontrabass und Perkussionist
- Kwarts (2001) für Violin und Piano
- E Dominio (2002) für E-Gitarre
- Strijkkwartet 2 [Streichquartett 2] (2002)
- Azzurro (2002) für Piano
- Galsteen (2003) für Klarinette und Piano mit Kontrabass und Perkussion ad lib.
- PS I and PS II (2003) Zwei Stücke für Piano

## Diskographische Hinweise
- Shakes and Sounds (Geest Gronden, 1990)
- Death Dance of Principles (Geest Gronden, 1992)
- Termos Works (FMP, 1999)
- Paul Termos Sessions Vol. 1 mit Misha Mengelberg
- Paul Termos Sessions Vol. 2 mit Wiek Hijmans